# Hochgitzen
Hochgitzen är ett berg i Österrike.   Det ligger i distriktet Salzburg-Umgebung och förbundslandet Salzburg, i den centrala delen av landet, 250 km väster om huvudstaden Wien. Toppen på Hochgitzen är 681 meter över havet, eller 159 meter över den omgivande terrängen. Bredden vid basen är 2,3 km.
Terrängen runt Hochgitzen är varierad. Runt Hochgitzen är det ganska tätbefolkat, med 116 invånare per kvadratkilometer.. Närmaste större samhälle är Salzburg, 6,4 km söder om Hochgitzen.
Runt Hochgitzen är det i huvudsak tätbebyggt.